# Isolate (canção)
"Isolate" é uma canção do cantor americano Sub Urban, lançada em 30 de agosto de 2019, através da Warner Records, como primeiro single do seu EP de estreia, Thrill Seeker (2020). A faixa foi composta e produzida por Sub Urban.

## Vídeo Musical
O videoclipe foi produzido pelo Bradley Atom, dirigido por Sub Urban e lançado em 30 de Agosto de 2019.

## Créditos
Créditos adaptados do YouTube.
- Sub Urban — Produtor, Mixagem e Letra
- Warner Records — Gravadora Responsável